# Sheridane Pasnin
Sheridane Pasnin est une haltérophile mauricienne née le 22 octobre 2004.

## Carrière
Sheridane Pasnin dispute les Jeux des îles de l'océan Indien 2023 à Madagascar dans la catégorie des moins de 45 kg, remportant une médaille d'argent à l'arraché et deux médailles de bronze à l'épaulé-jeté et au toal.
Aux Jeux africains de 2023 à Accra, elle est médaillée d'or à l'arraché dans la catégorie des moins de 49 kg.